# 邹氏墓群
邹氏墓群，位于中国河北省邢台市后马庄村，为邢台市平乡县的一个省级文物保护单位，类型为古墓葬，公布时间为1993年7月15日。
邹氏墓群的历史年代为清代。